# محسن سهیلی
محسن سهیلی خوانساری (۱۲۸۸–۱۳۷۵) نقاش منظره‌ساز ایرانی بود.

## زندگی‌نامه
وی پس از تحصیلات مقدماتی به مدرسه صنایع مستظرفه آمد و زیر نظر استاد کمال الملک به فراگیری نقاشی پرداخت. وی به وین اتریش سفر کردو به مطالعه آثار هنرمندان برجسته جهان و کپی از آن‌ها دست یازید پس از اتمام تحصیلات به ایران بازگشت و آثاری متأثر از مطالعاتی در طبیعت بی‌جان مناظر چهره‌سازی‌ها و نقاشی خیالی پدیدآورد.
وی از سوی وزارت فرهنگ نشان هنر را دریافت کرد. سهیلی بازنشسته وزارت کشاورزی و ورزشکار بود.

### زندگی هنری
او در نقاشی ابتدا به کلاسیک و بعد ناتورالیسم روی آورد و آثاری در زمینه طبیعت بی‌جان منظره چهره‌سازی نقاشی خیالی و تک‌چهره پدیدآورد. منیژه آرمین در کتاب «کیمیاگران نقش زندگی‌نامه هفت نقّاش» بخشی از این کتاب را به زندگی محسن سهیلی اختصاص داده‌است. نمونه‌هایی از آثار نقاشی محسن سهیلی در گنجینه کتابخانه و موزه ملی ملک، کاخ‌موزه سعدآباد، موزه‌های آستان قدس رضوی و باغ موزه نگارستان نگهداری می‌شود.